# Élections fédérales suisses de 1863
Les élections fédérales suisses de 1863 se sont déroulées le 25 octobre 1863. Ces élections permettent d'élire au système majoritaire les 128 députés (+8 par rapport aux dernières élections), répartis sur 47 (-2 par rapport aux dernières élections) arrondissements électoraux eux-mêmes répartis sur les 22 cantons, siégeant au Conseil national (chambre basse), pour une mandature de trois ans.

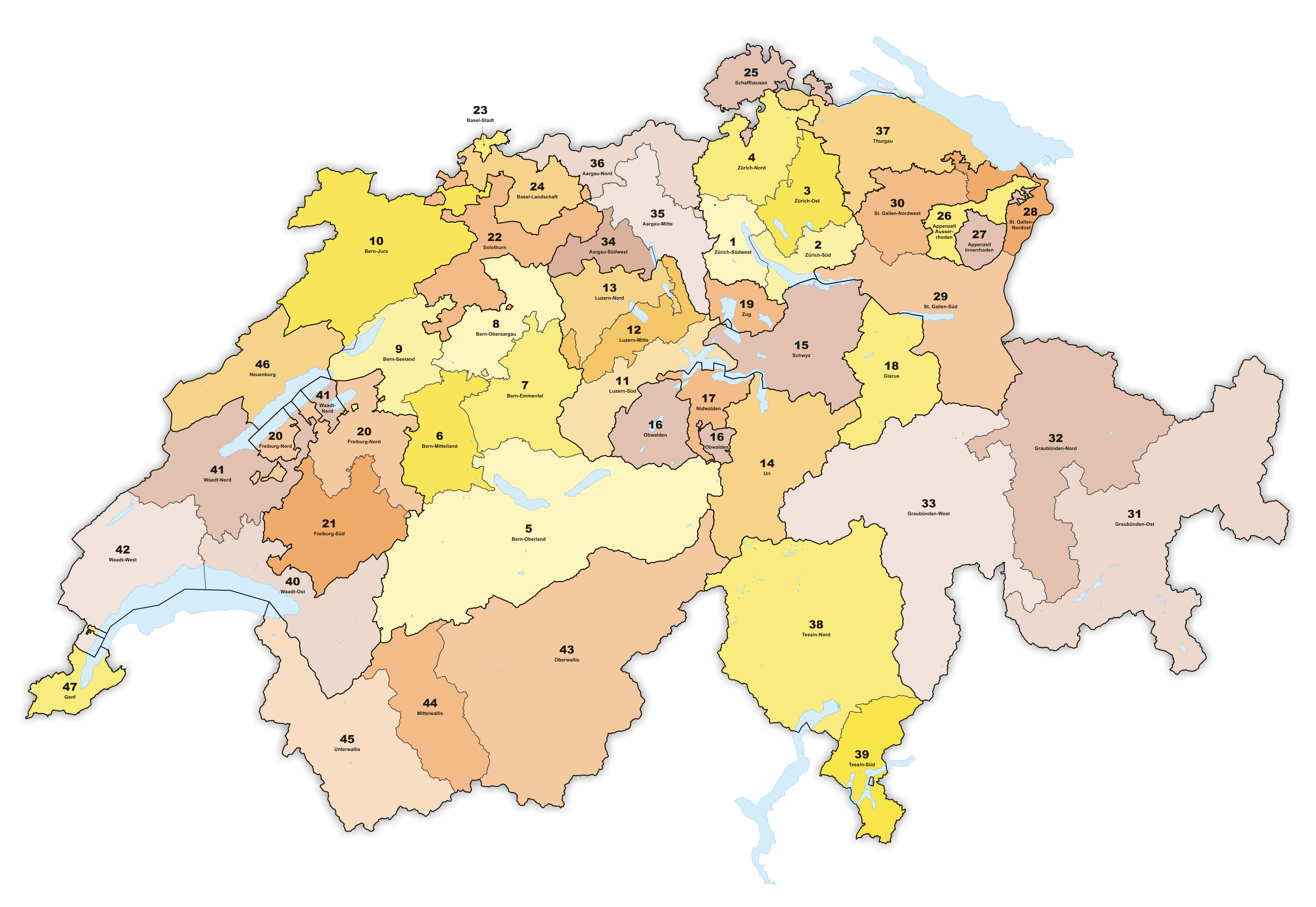
Les 47 circonscriptions des 6e, 7e et 8e Législatures fédérales (1863-1869).

À la suite du recensement de 1860, le nombre de circonscriptions est réduit mais le nombre de sièges est augmenté, toujours en se basant sur le fait qu'une population de 20 000 ou un territoire de 10 000 devait être représenté par un siège. Les cantons de Bâle-Campagne, de Bâle-Ville, de Genève, des Grisons, de Saint-Gall, de Thurgovie, de Vaud et du Valais reçurent chacun un siège supplémentaire.

Dans tous les cantons, les élections au Conseil des États sont quant à elles toujours non régulées et certains cantons ont renouvelé leurs Sénateurs parfois plusieurs fois sur les trois années écoulées. Les Conseillers aux États sont élus, nommés ou désignés par les Grands Conseils, et ce à des dates variables.
Pour ces élections depuis 1848, les Radicaux (centre-gauche) remportent pour la sixième fois consécutivement le scrutin fédéral avec 59 sièges (-5) et 44,1 % des voix (-4,1). Mais ces élections constituent un sérieux revers pour les Radicaux. Ces derniers perdent, pour la première fois, la majorité absolue à la Chambre basse. Ces élections voient également les Catholiques Conservateurs remporter 21 sièges (+5) bien que le nombre de voix s'étant porté sur eux s'affaisse par manque de coordination au niveau national. Ces élections voient une poussée du Mouvement Démocratique à la gauche des Radicaux avec le gain de 6 mandats (+5). Le Mouvement Démocratique avait mis en avant la volonté d'en finir avec certains droits démocratiques directs réservés à la classe moyenne économique.
Ces élections ont débouché sur la 6e Législature qui s'est réunie pour la première fois le 7 décembre 1863.
Sur les 556 738 hommes âgés de 20 et plus et ayant droit de cité, 259 398 d'entre eux prirent part à ce scrutin, ce qui représente un taux de participation de 46,6% (-2,5 %). 
Toutefois, ces chiffres ne tiennent pas compte la participation dans 6 cantons (AI, AR, GL, OW, NW et UR) où les conseillers nationaux furent élus par les Landsgemeinden cantonales respectives. 
Le taux de participation le plus élevé est dans le Canton de Schaffhouse avec 88,2 % (participation identique aux élections précédentes. 80 % du corps électoral dans le canton Argovie prend part au scrutin. À l'inverse, seul 18,6 % du corps électoral du Canton de Zurich prend part au vote, ce qui représente le plus faible de taux de participation pour ces élections.

## Législature 1863-1866
Les liens (et couleurs) renvoient sur les partis héritiers actuels de ces formations politiques d'antan. Certaines formations sont passées de gauche au centre-droit (GR, CL ⇒ PLR), d'autres de la droite au centre-droit (PCC ⇒ PDC) ou  centre-gauche (DÉ ⇒ PEV). La Gauche Démocratique est restée à gauche aujourd'hui à travers les mouvements socialistes.
|  | Formations («Partis»)         | Sigles | Tendances politiques                           | Sièges au CN | Sièges au CE |
|  | ----------------------------- | ------ | ---------------------------------------------- | ------------ | ------------ |
|  | Gauche Radicale               | GR     | Radicaux, Radicaux-démocrates, Gauche          | 59           | 9            |
|  | Centre Libéral                | CL     | Libéraux, Modérés, Libéraux-démocrates, Centre | 37           | 13           |
|  | Parti catholique conservateur | PCC    | Conservateurs catholiques, Droite              | 21           | 17           |
|  | Gauche Démocratique           | GD     | Démocrates, Gauche                             | 6            | -            |
|  | Droite Évangélique            | DE     | Conservateurs réformés, Droite                 | 5            | 1            |
|  | Divers                        | Ind    | Divers                                         | -            | 4            |

## Résultats au Conseil national dans les cantons
| Canton             | Total | GD     | GR      | CL      | DE     | PCC     |
| ------------------ | ----- | ------ | ------- | ------- | ------ | ------- |
| Zurich             | 13    | -      | -       | 11 (-1) | 2 (+1) | -       |
| Berne              | 23    | -      | 20 (-1) | -       | 3 (+1) | -       |
| Lucerne            | 7     | -      | 5       | -       | -      | 2       |
| Uri                | 1     | -      | -       | -       | -      | 1       |
| Schwytz            | 2     | -      | -       | -       | -      | 2       |
| Nidwald            | 1     | -      | -       | 0 (-1)  | -      | 1 (+1)  |
| Obwald             | 1     | -      | -       | -       | -      | 1       |
| Glaris             | 2     | -      | -       | 2       | -      | -       |
| Zoug               | 1     | -      | -       | 1       | -      | -       |
| Fribourg           | 5     | -      | -       | 0 (-1)  | -      | 5 (+1)  |
| Soleure            | 3     | -      | 2       | -       | -      | 1       |
| Bâle Campagne      | 3     | -      | 3 (+1)  | -       | -      | -       |
| Bâle-Ville         | 2     | -      | 1 (+1)  | 1       | -      | -       |
| Schaffhouse        | 2     | 1 (+1) | 0 (-1)  | 1       | -      | -       |
| Rhodes-Extérieures | 2     | -      | -       | 2       | -      | -       |
| Rhodes-Intérieures | 1     | -      | -       | -       | -      | 1       |
| Saint Gall         | 9     | 2 (+1) | 2 (-2)  | 5 (+2)  | -      | -       |
| Grisons            | 5     | -      | 2 (-1)  | 2 (+1)  |        | 1 (+1)  |
| Argovie            | 10    | -      | 4       | 4 (-1)  | -      | 2 (+1)  |
| Thurgovie          | 5     | 1 (+1) | 1 (-2)  | 2 (+1)  | -      | 1 (+1)  |
| Tessin             | 6     | -      | 4 (-1)  | 1 (+1)  | -      | 1       |
| Vaud               | 11    | 2 (+2) | 5 (-1)  | 4       | -      | -       |
| Valais             | 5     | -      | 2       | -       | -      | 3 (+1)  |
| Neuchâtel          | 4     | -      | 4       | -       | -      | -       |
| Genève             | 4     | -      | 4 (+2)  | 0 (-1)  | -      | -       |
|                    | 128   | 6 (+5) | 59 (-5) | 37 (+1) | 5 (+2) | 21 (+5) |